# Graf Zeppelin (LZ 127)
Az LZ 127 (Luftschiff Zeppelin 127) lajstromszámú Graf Zeppelin egy német merev szerkezetű léghajó volt, amely járműcsaládjának legsikeresebb példánya lett. 1928. július 8-án keresztelte meg Ferdinand von Zeppelin gróf lánya, azon a napon, amikor néhai apja betöltötte volna 90. évét. Első útjára 1928. szeptember 18-án indult, és kilenc éven át üzemelt. A Graf Zeppelin 136 alkalommal repülte át az Atlanti-óceánt. A léghajó a világ első, menetrend szerinti, nonstop interkontinentális légijárata lett.
1929-ben a Graf Zeppelin 34 200 kilométert repülve megkerülte a Földet a Lakehurst – Friedrichshafen – Tokió – Los Angeles – Lakehurst – Friedrichshafen vonalon, öt megállóval. Ez volt az első ilyen jellegű út, és köszönhetően William Randolph Hearst sajtómágnásnak, aki az exkluzív jogokért kifizette a repülés költségeinek felét, óriási médiaérdeklődés kísérte. A léghajó eljutott az Arktiszra (Polarfahrt) is.
A léghajó több mint másfél millió kilométert tett meg 590 útján, utasokat, csomagokat és küldeményeket szállítva biztonságosan és gyorsan. A Graf Zeppelin megkerülte a Földet, és inspirálója lett az 1920-1930-as évek nagy zeppelin-lázának. Pályafutása alatt 17 177 órát repült. Az 590 úton 34 ezer embert szállított, közülük 13 110 fizető utas volt.

## Építése
A Graf Zeppelin a német gyárban felhalmozódott gyártási tapasztalatoknak megfelelőn készült: szerkezetét a szokásos háromszögletű dúralumínium gerendákból állították össze, amelyeket 15 méterenként gyűrűk fogtak össze. Hossza 236,5 méter, legnagyobb átmérője 30,5 méter volt, teste 105 ezer köbméter gáz befogadására volt alkalmas. A Graf Zeppelint öt darab 12-hengeres Maybach-motor hajtotta, sebessége 128 km/h volt.
Az öt motor meghajtására az előállítójáról, Hermann Blauról Blau-gáznak nevezett üzemanyagot használták. A gáz a levegővel azonos súlyú volt, ezért nem okozott különösebb légköri egyensúlyproblémát, ha elhasználták az úton, vagyis a léghajó nem lett szignifikánsan könnyebb a repülés végére. Ez azt jelentette, hogy nem kellett hidrogént kiengedni a rekeszekből. A léghajó által szállított nagyjából 28 ezer köbméter Blau-gáz több mint százórányi repülésre is elég volt. A Graf Zeppelin 12 rekeszben (Kraftgaszelle) vitte magával a motorok üzemanyagát. Ezek a rekeszek a hidrogéncellák alatt voltak, amelyekből 17 volt a léghajón. Emellett benzint is vitt magával a Zeppelin, amelyet akkor égettek a motorok, ha túl nehéz volt a jármű.

## Első utak

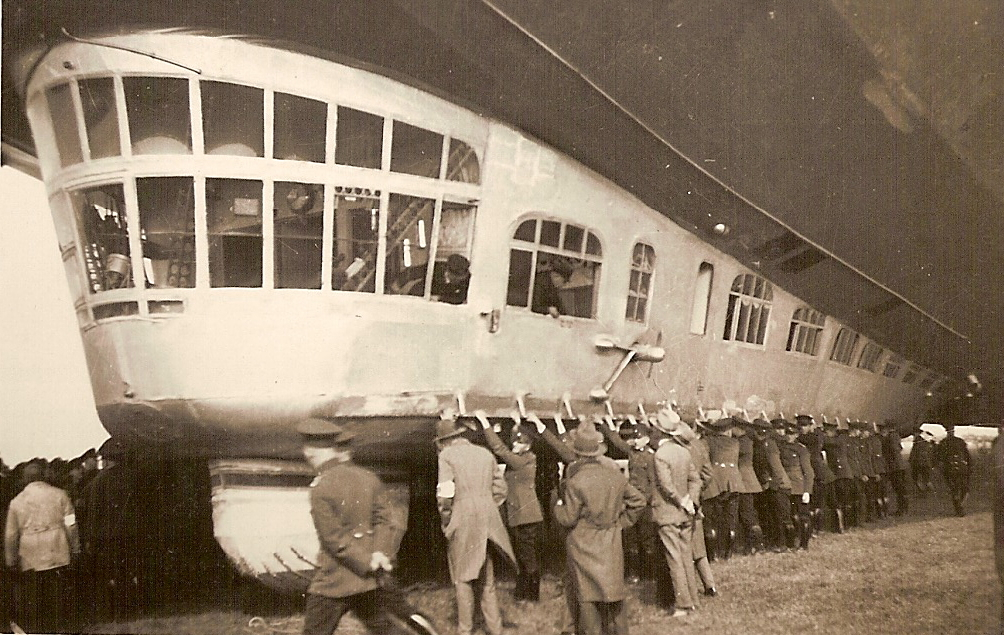
A léghajó gondolája

Első útjára 1928. szeptember 18-án indult Friedrichshafenből. A hajót, amely 3:32-kor emelkedett fel, és nagyjából három órán át repült, Hugo Eckener irányította. Ezután számos tesztrepülés következett, közte egy 34 és fél órás úttal. Számos német város – köztük Ulm, Frankfurt, Wiesbaden, Köln, Düsseldorf, Bréma, Hamburg, Berlin, Lipcse és Drezda – lakói láthatták lebegni az égbolton.
Első transzatlanti útjára 1928. október 11-én 7:45-kor indult Friedrichshafenből, és 111 óra 44 perc repülés után érkezett meg az Amerikai Egyesült Államokba. A Graf Zeppelin negyven utast vitt Lakehurstbe, közöttük volt mások mellett Grace Drummond-Hay, a Hearst sajtóbirodalom tudósítója.
Ez az út csaknem katasztrófával végződött, mert október 13-án erős szélrohamokba került a jármű. A zeppelin egyik vezérsíkján megsérült a borítás, ami azzal fenyegetett, hogy irányíthatatlanná válik a léghajó. Eckener négy embert, köztük a fiát és a leendő léghajóparancsnokot, Albert Sammt küldte javításra. A kapitány úgy döntött, leadja a vészjelzést, annak ellenére is, hogy az rontja a léghajó reputációját. A sajtó hamar értesült erről, és szenzációhajhász történetekben számolt be az esetről.
Az ideiglenes javítások jól sikerültek, de a léghajó egy második viharzónába is belerepült Bermuda közelében. Az amerikai partot október 15-én érte el. A Graf Zeppelin elszállt Washington, Baltimore, Philadelphia és New York felett, majd biztonságosan leszállt Lakehurstben. A léghajó sérült volt, kifogyott a vízből és az élelmiszerből, de Eckenert, a legénységet és az utasokat hősként fogadták. New Yorkban parádét rendeztek számukra a Broadway-n.
A megsérült vezérsíkot két hétig javították, majd a Graf Zeppelin október 28-án elindult Németországba, ahova 71 óra 49 perc repülés után érkezett meg. Ebben az időben az óceánjárók nagyjából kétszer ennyi idő alatt szelték át a tengert.

## Világkörüli út

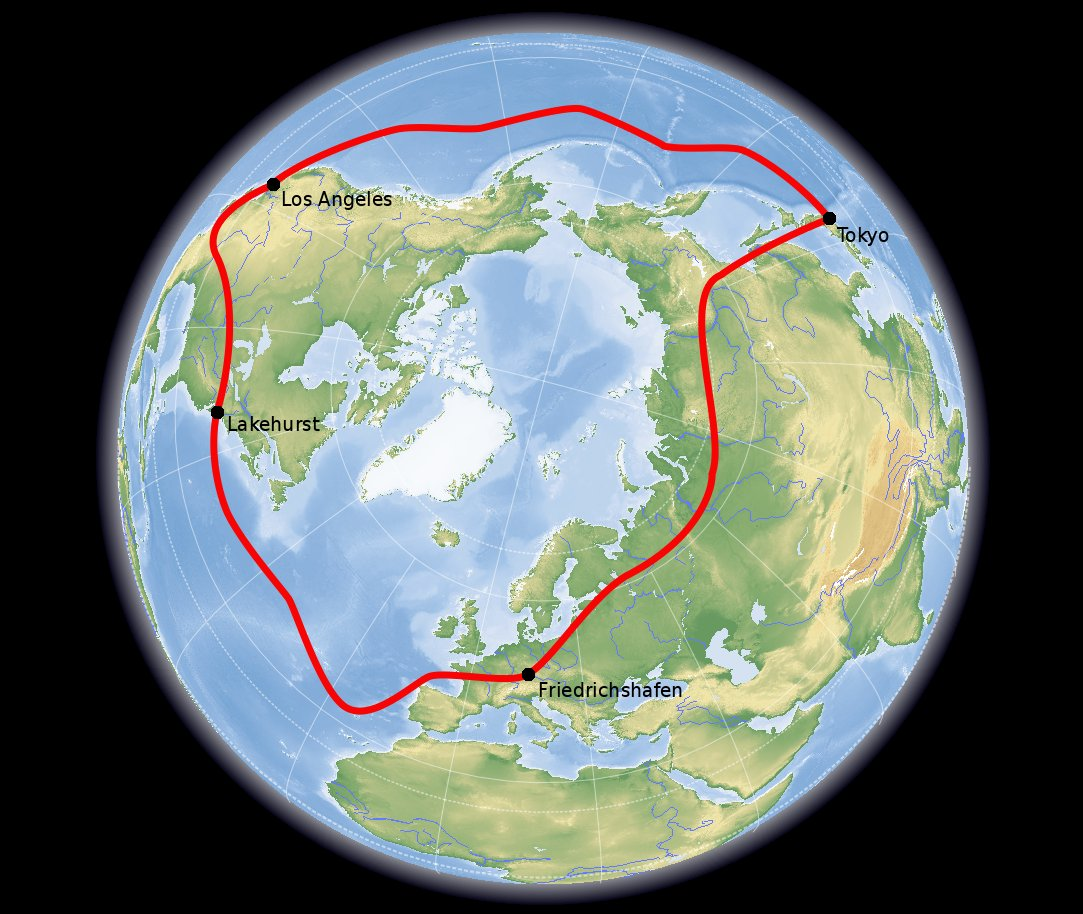
A földkörüli út térképe

1929-ben a zeppelin 34 200 kilométert repülve megkerülte a Földet a Lakehurst – Friedrichshafen – Tokió – Los Angeles – Lakehurst – Friedrichshafen vonalon, öt megállóval. Ez volt az első ilyen jellegű út, és köszönhetően  William Randolph Hearst sajtómágnásnak, aki az exkluzív jogokért kifizette a repülés költségeinek felét, óriási médiaérdeklődés kísérte. A léghajó 1929. augusztus 7-én hagyta el Lakehurstöt, és augusztus 29-én érkezett oda vissza.
Hearst azt szerette volna, ha a földkerülés Amerikában kezdődik és végződik, a németek viszont saját hazájukból akartak indulni, és a végállomást is oda tervezték. Kompromisszumként két hivatalos utat tett meg a léghajó, egy amerikait (Lakehurstből Lakehurstbe) és egy németet (Friedrichshafenből Friedrichshafenbe).
A földkerülő úton hatvan utas vett részt, köztük Grace Drummond-Hay újságíró, akinek jelenléte és tudósításai nagyban növelték a közvélemény érdeklődését. Más újságírók, valamint amerikai, szovjet és japán hivatalos küldötteken kívül a fedélzeten volt Sir Hubert Wilkins sarkkutató és Bill Leeds, egy fiatal amerikai milliomos. A leghosszabb szakasz 11 247 kilométer volt, amelyet 101 óra 49 perc alatt teljesített a Graf Zeppelin Friedrichshafenből Tokióba. A léghajó a tervek szerint elhaladt volna Moszkva felett is, de a meteorológiai viszonyok ezt nem tették lehetővé. A módosítás miatt hivatalos panasz érkezett az ország diktátorától, Joszif Visszarionovics Sztálintól.
A léghajó ezután átrepült Szibéria felett, majd 250 000 érdeklődő előtt szállt le Japánban. Eckener kapitányt fogadta Hirohito japán császár. A következő nagyváros, amely láthatta a léghajót San Francisco volt. A Graf Zeppelin éppen napnyugtakor szállt el a Golden Gate híd felett, majd lassan Los Angeles felé repült, hogy napvilágnál szálljon le. A leszálláskor sok hidrogént kellett kiengedni a léghajóból, amelyet Los Angelesben nem tudtak pótolni, így a továbbinduláskor a Graf Zeppelin éppen csak elszállt a repülőtér végén húzódó villanyvezetékek felett. Ezután Arizona és Texas felett repültek el, azután Chicago és végül augusztus 29-én Lakehurst következett, ahol az amerikai út, 12 nap és 11 perc repülés után, véget ért.

## Sarki út

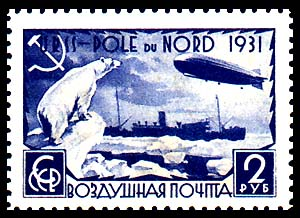
A Maligin jégtörővel egy szovjet bélyegen

1931 júliusában a Graf Zeppelin, fedélzetén német, amerikai, svéd és szovjet tudósokkal, az Arktiszra repült, hogy meteorológiai méréseket végezzen, valamint vizsgálja a föld mágneses mezejét az Északi-sark közelében, illetve fényképfelvételeket készítsen a még fel nem fedezett területekről. Ez utóbbihoz egy automata kamerát használtak, amely percenként több képet készített. Az utat nagyrészt a  bélyeggyűjtők szponzorálták: a léghajó ugyanis körülbelül ötvenezer levelet vitt magával, majd leszállt a vízre, ahol küldeményt cserélt a szovjet Maligin jégtörővel, amely szintén nagy mennyiségű levelet, képeslapot szállított. A háromnapos sarki út után, amelynek során a léghajó leszállt Leningrádban, a Graf Zeppelin visszarepült Berlinbe, ahol a Tempelhof repülőtéren hősként fogadták a léghajó legénységét és utasait. Fogadásukon ott volt Richard E. Byrd sarkkutató is.
A Graf Zeppelin 1929 után négy évig nem járt az Amerikai Egyesült Államokban, ezért 1933-ban meghívták a chicagói világkiállításra. Az amerikai posta bélyeget adott ki az útról, és az abból befolyó pénzen megosztozott a Zeppelin-gyárral. A léghajó Brazíliából érkezett Amerikába. Chicago előtt megállt Miamiban és Akronban. Miközben a léghajó megjelenése volt a vásár egyik legnagyobb szenzációja, a Harmadik Birodalmat jelképező horogkereszt látványa a hajón komoly politikai vihart kavart Hitler amerikai támogatói és ellenfelei között, különösen a Németországból származó amerikaiak körében. Eckener tisztában volt ezzel, és amikor a hajó egy bemutató kört tett Chicago felett, olyan útvonalat választott, hogy a város lakosai csak a léghajó egyik felét díszítő német trikolórt láthassák.

## A Graf Zeppelin és a nácik
A náci hatalomátvétel után a német vezetés propagandacélokra használta a Graf Zeppelint. Három hónappal Adolf Hitler kancellári beiktatása után a propagandaminisztérium arra utasította a Zeppelin-céget, hogy 1933. május 1-jén, a nemzeti munkanap alkalmából a léghajó repüljön át Berlin felett. Ebben a hónapban Rómába is elrepült a léghajó. Joseph Goebbels meghívta fedélzetére az olasz légügyi minisztert, Italo Balbót. Szeptemberben a zeppelin megjelent a nürnbergi pártnapon, mintegy hírnökeként a tömeg elé kilépő Hitlernek.

## Dél-amerikai utak
1931 nyarától rendszeres kereskedelmi járatot indított a Zeppelin-vállalat Németország és Dél-Amerika között. Brazíliában és Argentínában nagy létszámú német lakosság élt, és a két ország gazdasági kapcsolatai erősek voltak  Németországgal. Ráadásul a két kontinenst összekötő hajójáratok sokkal kevesebb luxust kínáltak, mint az Észak-Amerikát Európával összekötő óceánjárók. A Graf Zeppelin népszerűségét emelte az is, hogy néhány nap alatt megtette az utat, miközben a hajóknak több hét kellett erre.
A Graf Zeppelin 1932-ben 18 alkalommal repült át az Atlanti-óceán déli része felett. 1933-ban ugyanennyiszer tette meg ezt az utat. 1934-ben a Zeppelin-cég menetrendszerű utat kínált Brazíliába, onnan pedig repülőkapcsolatot Argentínába. 1935-1936-ban (április és december között) nagyjából kéthetente tette meg az utat. A Graf Zeppelin 136 alkalommal repülte át az Atlanti-óceánt. A léghajó a világ első, menetrend szerinti, nonstop interkontinentális légi járata lett.
A Hindenburg katasztrófájának híre a Kanári-szigetek felett érte a Graf Zeppelint. Hans von Schiller kapitány eltitkolta az utasok elől az információt, és csak a leszállás után közölte velük. 1937. május 8. után a léghajó nem szállított többször utast. Utolsó útját 1937. június 18-án tette meg, amikor Friedrichshafenből Frankfurtba repült, ahol a hidrogént eltávolították a rekeszeiből. 1940-ben Hermann Göring parancsára beolvasztották dúralumínium szerkezetét.